# إدي سميث (لاعب كرة سلة)
إدي سميث (17 فبراير 1983 في الولايات المتحدة - ) (بالإنجليزية: Eddie J. Smith)‏ هو لاعب كرة سلة أمريكي في مركز مدافع مسدد الهدف. لعب مع Lawton-Fort Sill Cavalry ‏.

## وصلات خارجية
- إدي سميث على موقع كلية كرة السلة في سبورتس رفرنس.كوم (الإنجليزية)
- إدي سميث على موقع ريلجم (الإنجليزية)
- إدي سميث على موقع بروبوليرز (الإنجليزية)